# 987
987 (CMLXXXVII) je bilo navadno leto, ki se je po julijanskem koledarju začelo na soboto.

## Dogodki
- Hugo Capet postane kralj Zahodne Frankovske; konec Merovinške in začetek Kapetinške dinastije.

## Rojstva
- Ivan Vladislav, bolgarski car († 1018)

## Smrti
- 22. maj - Ludvik Leni, kralj Zahodnofrankovskega kraljestva (* 967)
- 14. junij - * David Bolgarski (* ni znano)